# Майборода, Феоктист Данилович
Феоктист Данилович Майборода (15 сентября 1903 года, с. Криничеватое, Екатеринославский уезд, Екатеринославская губерния — 1996, Винница) — советский военный деятель, полковник (1943 год).

## Начальная биография
Феоктист Данилович Майборода родился 15 сентября 1903 года в селе Криничеватое Екатеринославского уезда Екатеринославской губернии.

## Военная служба

### Довоенное время
В июне 1921 года вступил в отряд по борьбе с бандитизмом, а в августе того же года направлен на учёбу в Харьковскую школу червонных старшин, после окончания которой назначен на должность командира взвода в составе 296-го стрелкового полка (99-я стрелковая дивизия, Украинский военный округ).
В декабре 1925 года Ф. Д. Майборода направлен в ОГПУ и назначен на должность командира взвода в составе 24-го Могилёв-Подольского погранотряда, а в марте 1929 года — на должность помощника коменданта и начальника заставы 19-го Олевского погранотряда.
В июле 1930 года уволен в запас, после чего служил помощником командира 148-го отдельного отряда военизированной охраны промышленности в Днепропетровске, с февраля 1931 года — помощником командира 145 отряда военизированной охраны в Горловке, а с марта 1932 года — вновь помощником командира 148-го отдельного отряда военизированной охраны.
В апреле 1932 года Ф. Д. Майборода был вновь призван в ряды ОГПУ и назначен на должность командира дивизиона в Тираспольской школе младшего комсостава 25-го погранотряда, с мая того же года служил на должностях командира 148-го и 144-го отрядов военизированной охраны, а в январе 1933 года назначен на должность начальника штаба 49-го Киевского полка ОГПУ. В декабре того же года направлен на учёбу в Высшую пограничную школу войск НКВД в Харькове, после окончания которой в мае 1935 года назначен на должность начальника штаба 56-го Киевского, а в марте 1937 года — на эту же должность в 53-м полку НКВД в составе Харьковского округа.
С октября 1938 года служил на должности старшего помощника начальника отделения Харьковского штаба пограничных и внутренних войск НКВД, с июня 1939 года — на должности помощника начальника 2-й части штаба 10-й бригады войск НКВД по охране железнодорожных сооружений, а с июля — на должности младшего помощника начальника 2-й части и заместителя начальника штаба 5-й дивизии войск НКВД по охране железнодорожных сооружений. После окончания вечернего факультета Военной академии имени М. В. Фрунзе подполковник Майборода 23 августа 1940 года вернулся в 5-ю дивизию, где был назначен на должность командира 3-го полка, а 13 января 1941 года — на должность командира 81-го полка по охране железнодорожных сооружений.

### Великая Отечественная война
С началом войны находился на прежней должности.
В декабре 1941 года назначен на должность командира 28-го мотострелкового полка в составе 8-й мотострелковой дивизии, а 2 апреля 1942 года — на должность начальника штаба 160-й стрелковой дивизии, которая вскоре принимала участие в оборонительных боевых действиях в ходе Воронежско-Ворошиловградской операции.
В августе Майборода назначен на должность заместителя командира 174-й стрелковой дивизии, которая принимала участие в освобождении г. Коротояк. 10 октября дивизия была преобразована в 46-ю гвардейскую и вскоре участвовала в ходе Великолукской наступательной операции, во время которой понесла тяжёлые потери.
20 июля 1943 года назначен заместителем командира 19-й гвардейской стрелковой дивизии, которая вскоре принимала участие в боевых действиях в ходе Духовщинско-Демидовской операции и освобождении городов Духовщина и Рудня, а затем — на витебском направлении. В период с 6 по 27 декабря 1943 года исполнял должность командира этой же дивизии.
21 февраля 1944 года полковник Ф. Д. Майборода назначен на должность заместителя командира 83-й гвардейской стрелковой дивизии, а 25 мая — на должность заместителя командира 31-й гвардейской стрелковой дивизии, вскоре принимавшей участие в боевых действиях в ходе Белорусской, Витебско-Оршанской, Минской и Каунасской наступательных операций, в результате чего вышла на советскую государственную границу в районе города Вилкавишкис, после чего перешла к обороне.
С января 1945 года 31-я гвардейская стрелковая дивизия участвовала в Восточно-Прусской, Инстербургско-Кёнигсбергской, Кёнигсбергской и Земландской наступательных операциях и взятии Кёнигсберга.

### Послевоенная карьера
В мае 1945 года назначен на должность заместителя командира 5-й стрелковой дивизии внутренних войск НКВД.
Полковник Феоктист Данилович Майборода в сентябре 1951 года вышел в отставку по болезни.

## Награды
- Орден Ленина (25.07.1949);
- Два ордена Красного Знамени (03.11.1944, 09.01.1945);
- Орден Отечественной войны 1 степени (24.10.1943);
- Орден Красной Звезды (24.8.1949);
- Медали.